# Māmālū
Māmālū (persiska: مامالو) är en ort i Iran.   Den ligger i provinsen Västazarbaijan, i den nordvästra delen av landet, 400 km väster om huvudstaden Teheran. Māmālū ligger 1 543 meter över havet och antalet invånare är 769.
Terrängen runt Māmālū är kuperad.Runt Māmālū är det ganska glesbefolkat, med 47 invånare per kvadratkilometer. Närmaste större samhälle är Shāhīn Dezh, 7,3 km sydväst om Māmālū. Trakten runt Māmālū består i huvudsak av gräsmarker.